# Académie nationale des Arts du Théâtre chinois
 (février 2025).
Si vous disposez d'ouvrages ou d'articles de référence ou si vous connaissez des sites web de qualité traitant du thème abordé ici, merci de compléter l'article en donnant les références utiles à sa vérifiabilité et en les liant à la section « Notes et références ».
L' Académie nationale des arts du théâtre chinois (Chinois: 中国戏曲学院, Anglais : National Academy of Chinese Theatre Arts), abrévié NACTA, ou国戏(Guó Xì,) est la seule université spécialisée dans l'opéra chinois en République populaire de Chine.
Elle est située à Pékin, la Chine . C'est la plus haute institution d'enseignement du théâtre en Chine.

## Histoire de l'école
Fondée en 1950 en tant qu'école d'opéra traditionnel chinois. Titre actuel acquis 1978.

## Directeurs précédents
- Tian Han
- Wang Yaoqing
- Yan Yong
- Xiao Changhua

- Shi Ruoxu
- Wang Rongzeng
- Yu Lin
- Zhu Wenxiang
- Zhou Yude
- Du Changsheng